# Ahrobiznes Volotchysk
Maillots
Le Futbolny Klub Ahrobiznes Volotchysk (en ukrainien : Футбольний клуб «Агробізнес» Волочиськ), plus couramment abrégé en Ahrobiznes Volotchysk, est un club ukrainien de football fondé en 2015 et basé dans la ville de Volotchysk.

## Histoire
Le FK Ahrobiznes Volotchysk est fondé en décembre 2015, à la suite de la disparition la même année du Zbruch Volotchysk, un club fondé dans les années 1970. Dès 2016, le club débute au niveau amateur en quatrième division ukrainienne. Pour sa première saison, il termine champion de son groupe mais perd la finale du championnat contre le Balkany Zorya (en). Il remporte une nouvelle fois son groupe lors de la saison 2016-2017 et sort cette fois vainqueur de la finale aux dépens du Metalist 1925 Kharkiv (4-0),.
Au cours de l'été 2017, le club obtient le statut professionnel lui permettant de disputer la troisième division. Pour ses débuts à cet échelon, l'équipe domine largement le groupe A de la compétition, assurant sa deuxième montée d'affilée à huit matchs de la fin de saison avant de terminer largement premier avec huit points d'avance sur son dauphin le Prykarpattia Ivano-Frankivsk (en). Elle parachève par la suite cette saison par un nouveau succès en finale du championnat contre le SK Dnipro-1.
Démarrant ainsi la saison 2018-2019 en deuxième division, l'Ahrobiznes connaît cette fois un exercice compliqué qui le voit ne remporter que trois victoires sur l'ensemble de la saison et finir en treizième position, en place de barragiste à huit points du maintien. Il parvient par la suite à assurer sa place au deuxième échelon lors des barrages de relégation en s'imposant contre le Metalurh Zaporijia, à la faveur d'un succès 4-0 à l'extérieur au match aller et malgré un revers 1-0 à l'issue du match retour à domicile.
L'exercice suivant s'avère nettement plus positif pour le club qui se bat cette fois pour la promotion et termine en quatrième position à égalité de points avec l'Inhoulets Petrove, qui passe cependant devant à la faveur des résultats en confrontations directes pour décrocher la troisième place et la promotion aux dépens de l'Ahrobiznes.
Durant la saison 2020-2021, l'équipe se fait notamment remarquer en Coupe d'Ukraine où elle parvient à éliminer le Chakhtar Donetsk pour accéder aux demi-finales de la compétition. Son parcours s'achève cependant à ce stade après un revers face au Dynamo Kiev.

## Bilan sportif

### Palmarès
| Compétitions nationales |
| --- |
| - Championnat d'Ukraine de troisième division (1) : - Champion : 2017-2018. - Championnat d'Ukraine amateur (1) : - Champion : 2016-2017. - Vice-champion : 2015-2016. |

### Bilan par saison
| Saison    | Championnat | Championnat | Championnat | Championnat | Championnat | Championnat | Championnat | Championnat | Championnat | Championnat | Coupe d'Ukraine |
| Saison    | Division    | Pos         | Pts         | J           | V           | N           | D           | BP          | BC          | Diff        | Coupe d'Ukraine |
| --------- | ----------- | ----------- | ----------- | ----------- | ----------- | ----------- | ----------- | ----------- | ----------- | ----------- | --------------- |
| 2016      | 4e groupe 3 | 1er         | 11          | 6           | 3           | 2           | 1           | 10          | 3           | +7          | —               |
| 2016-2017 | 4e groupe 1 | 1er         | 48          | 20          | 14          | 6           | 0           | 36          | 5           | +31         | —               |
| 2017-2018 | 3e groupe A | 1er         | 70          | 27          | 23          | 1           | 3           | 70          | 19          | +60         | 16es de finale  |
| 2018-2019 | 2e          | 13e         | 19          | 28          | 3           | 10          | 15          | 17          | 36          | -19         | 32es de finale  |
| 2019-2020 | 2e          | 4e          | 60          | 30          | 19          | 3           | 8           | 52          | 30          | +22         | 16es de finale  |
| 2020-2021 | 2e          | 5e          | 52          | 30          | 15          | 7           | 8           | 46          | 27          | +19         | Demi-finales    |
| 2021-2022 | 2e          | 13e         | 21          | 20          | 4           | 9           | 7           | 16          | 23          | -7          | 64es de finale  |

Légende
- Promotion en division supérieure.
- Relégation en division inférieure.

## Personnalités du club

### Présidents du club
- Vasyli Zabolotniy

### Entraîneurs du club
| - Andriy Donets (2015 - 2019) - Ostap Markevitch (2019) | - Oleksandr Ivanov (2019) - Oleksandr Chyzhevskyi (2019 - ) |